# Bernhard Ueberschär
Bernhard Ueberschär (Thiergarten, 10 maggio 1898 – Francoforte sul Meno, 4 luglio 1974) è stato un generale tedesco della Wehrmacht durante la seconda guerra mondiale.

## Biografia
Bernhard Ueberschär era figlio di un farmacista ed entrò a far parte dell'esercito imperiale tedesco il 16 marzo 1916 dopo aver completato la sua formazione come cadetto nel 51º reggimento di fanteria e venne promosso al grado di tenente il 15 ottobre di quello stesso anno. Dopo la fine della prima guerra mondiale, il 31 maggio 1920 si ritirò dal servizio attivo.
Per i successivi otto anni lavorò come tecnico commerciale di una fabbrica di Striegau. Il 1º luglio 1934 venne richiamato in servizio attivo come capitano nel Reichswehr con brevetto datato al 1º aprile 1934. Venne nominato comandante di una compagnia del reggimento di fanteria di Breslavia il 1º ottobre 1934, quando il Reichswehr passò a divenire la Wehrmacht. Il 15 ottobre 1935 divenne comandante di una compagnia del 49º reggimento di fanteria. Guidò quindi la 14ª compagnia anticarro nell'estate del 1939.
All'inizio della seconda guerra mondiale guidò la sua compagnia nella campagna in Polonia. Il 15 ottobre 1939, venne nominato comandante di un battaglione del 49º reggimento di fanteria. Il 1º dicembre 1939 venne promosso al grado di maggiore, venendo trasferito in quello stesso giorno all'Alto Comando dell'esercito tedesco, nel dipartimento dell'esercito con la responsabilità dell'organizzazione delle ronde di controllo sul campo. Il 1º marzo 1942, venne promosso tenente colonnello. Il 1º aprile 1943 venne nominato comandante dell'83º reggimento cacciatori che guidò in alcune battaglie nel settore nord del fronte orientale e nell'area di Leningrado. Guidò quindi il suo reggimento nella ritirata nella Prussia orientale. L'11 febbraio 1945 ottenne il comando della 129ª divisione di fanteria con la quale combatté nuovamente i russi nella Prussia orientale. Il 15 aprile 1945, venne promosso al grado di maggiore generale, mantenendo il comando della sua divisione. Dopo la resa della Germania, venne catturato dagli inglesi il 9 maggio 1945, venendo rilasciato nel giugno del 1947.
Dopo la guerra lavorò per qualche tempo come rappresentante per un'azienda. Dall'ottobre del 1948 venne impiegato come operaio a Harlingerrode e poi alla Unterharzer Berg- und Hüttenwerke. Dopo un anno venne prescelto come impiegato commerciale (15 ottobre 1949) presso la Unterharzer Berg- und Hüttenwerke di Goslar.